# Casa Filstich-Kemény din Cluj-Napoca

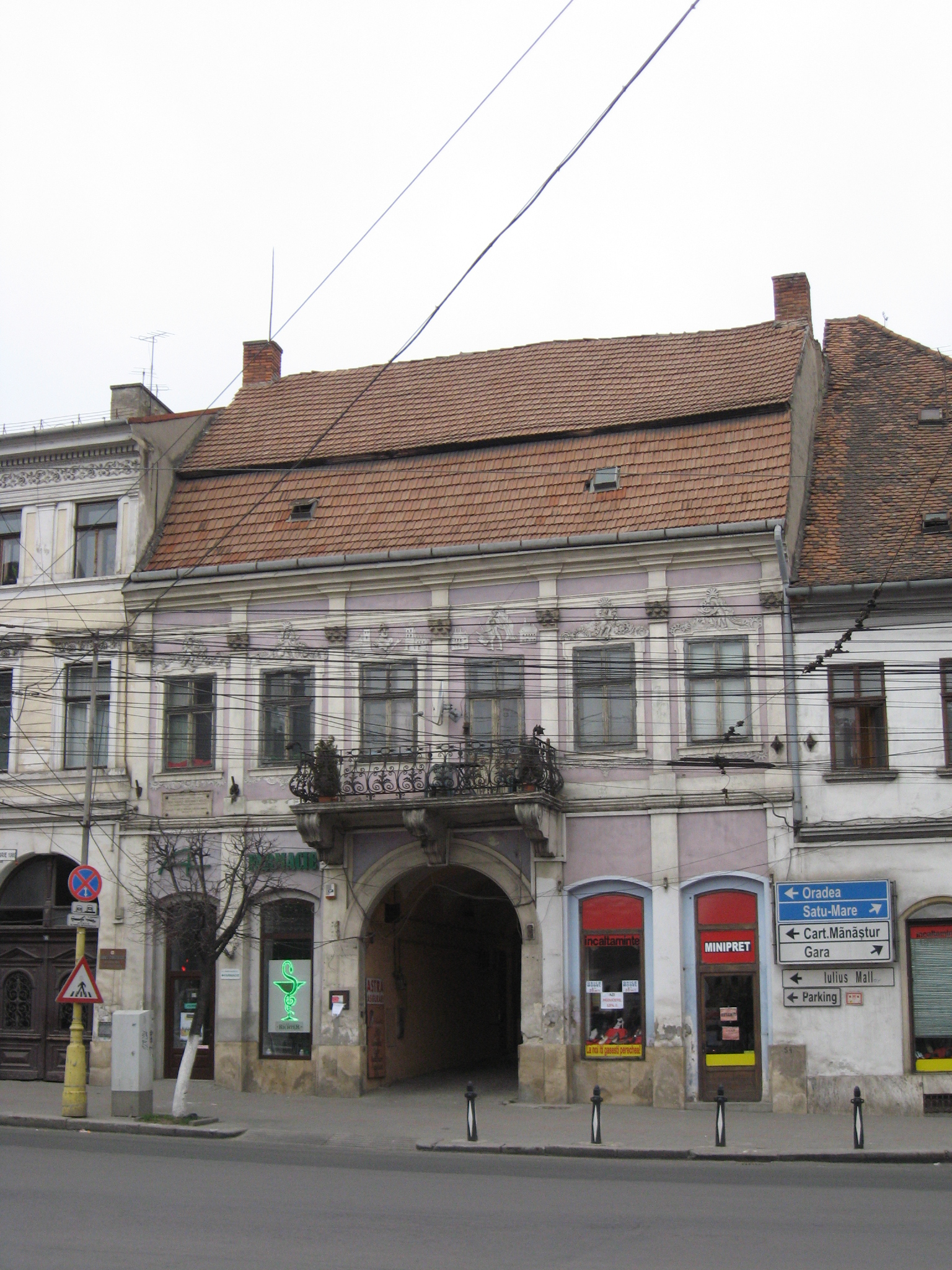
Casa Filstich-Kemény
(Piața Unirii nr.27)

Casa Filstich-Kemény din Cluj-Napoca (Piața Unirii nr.27) este declarată monument istoric (cod LMI CJ-II-m-B-07494).

## Istoric
Datare: secolele XVI-XIX.